# Ferdinand Deppe

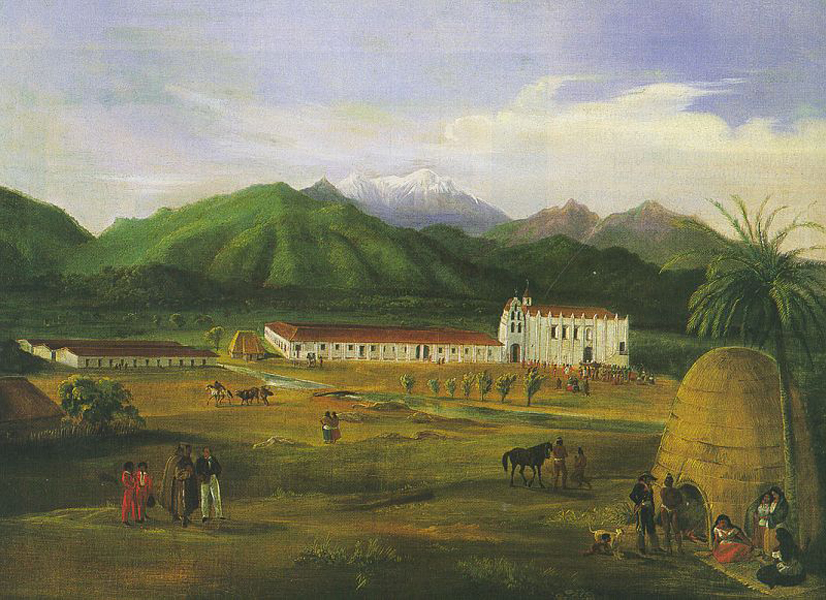
San Gabriel Mission, 1832 di Ferdinand Deppe

Ferdinand Deppe (Berlino, 1794 – Berlino, 3 febbraio 1861) è stato un botanico, esploratore ed entomologo tedesco.

## Biografia
Deppe viaggiò in Messico nel 1824, dove raccolse degli esemplari per il Museo di storia naturale di Berlino con il conte Albert von Sack (1757–1829) e William Bullock (1773–1849). Raccolse anche in California e Hawaii e tornò a casa nel 1830. Alcune delle sue mosche americane furono descritte dall'entomologo Christian Rudolph Wilhelm Wiedemann (1770–1840) in Aussereuropäische Zweiflügelige Insekten pubblicato a Hamm (1828-1830).
Nel campo dell'erpetologia, è commemorato negli epiteti specifici di Abronia deppii, Aspidoscelis deppei, Pituofis deppei (serpente messicano) e Tantilla deppei (serpente di Deppe). Il suo nome è anche associato allo scoiattolo di Deppe (Sciurus deppei) e Oxalis deppei, il cosiddetto "trifoglio fortunato a quattro foglie".
Era il fratello minore di Wilhelm Deppe, un ragioniere del museo zoologico di Berlino.